# 乌韦·普罗斯克
乌韦·普罗斯克（德語：Uwe Proske，1961年10月10日—），德国男子击剑运动员。他曾代表德国获得1992年夏季奥运会击剑比赛男子重剑团体金牌。此前，他也曾代表东德参加1988年夏季奥运会。